# Roc Oil Company
Die Roc Oil Company Limited (ROC) ist ein australischer Konzern der Erdöl- und Erdgaswirtschaft, der Lagerstätten, vor allem in der Tiefsee, in Großbritannien (Nordsee), Australien, Neuseeland, Afrika (Mauretanien, Guinea, Angola, Madagaskar) und China erforscht und ausbeutet. Es werden auch Bewertungen, Analysen und Dienstleistungen für die Erdölwirtschaft erbracht. Das Unternehmen zählt zu den größten Erdölkonzernen Australiens und der Schwerpunkt der Aktivitäten des Unternehmens liegt im australisch-chinesischen Raum. Der Firmensitz befindet sich in Sydney in der Market Street und es sind – nach eigenen Angaben – 200 Arbeitnehmer aus 24 Ländern beschäftigt, die 16 Sprachen sprechen.
Der Name der Ölgesellschaft soll von dem mythischen Vogel Roc abstammen, einem Zwitter zwischen Elefant, Schlange und Vogel aus dem arabischen Märchen Tausendundeine Nacht.

## Geschichte
Das Unternehmen wurde im Jahre 1997 als Privatunternehmen gegründet und an der Australischen Börse im Jahre 1999 mit einem Aktienvolumen von $150 Millionen und am Alternative Investment Market (AIM) an der Londoner Börse im Jahr 2004 gelistet. Roc Oil ist durch seine Produktions- und Lagerstättenforschung sowohl ökonomisch als auch geographisch breit aufgestellt. Es soll ein Unternehmen sein, das sich durch eine besonders erfolgreiche Lagerstättenerkundung und deren anschließende erfolgreiche und effektive Ausbeutung vor anderen Mitwettbewerbern hervorhebt. Roc Oil übernahm im Jahr 2008 die Anzon Australia Limited (AEL), nachdem sie mehr als 90 Prozent der Aktien in ihren Besitz gebracht hatte und sicherte sich große Öl- und Gasvorkommen an der Küste von Victoria On- und Offshore.
Roc Oil ist auf dem internationalen Ölmarkt aktiv, auf dem die Geschäfte in US-Dollar abgewickelt werden und arbeitet sowohl mit Ländern zusammen, die in der OPEC Mitglied sind, als auch mit anderen, die nicht Mitglied sind.

## Öl- und Gasfelder
Die Beteiligungen von Roc Oil an der Erdöl- und Gasförderung in den jeweiligen Ländern ist durchaus unterschiedlich.

### Australien
- Western Australia (Offshore)
  - Carnarvonbecken
  - Perthbecken
  - Cliff Head-Ölfeld[6]

- Victoria
  - Gippslandbecken in der Bass-Straße (Offshore)
  - Basker-Manta-Gummy (Öl- und Gasfeld)

### Neuseeland
- Taranakibecken in der Region Taranaki
- Canterburybecken in der Region Canterbury

### Afrika
- Mauretanien (Offshore)
- Guinea (Offshore)
- Angola: Cabinda
- Madagaskar: Mozambique-Channel (Offshore)

### China
- Bohai, Zadong Block
- Beibu Golf (Offshore)

### Großbritannien
- Blane-Ölfeld (Offshore) in der Nordsee
- Enoch-Öl- und Gasfeld (Offshore) in der Nordsee